# Makedonien i olympiska vinterspelen 2010
Makedonien deltog med tre deltagare vid de olympiska vinterspelen 2010 i Vancouver. Ingen av landets deltagare erövrade någon medalj.